# Theodor-Heuss-Brücke (A 6)
Die Theodor-Heuss-Brücke, selten als Rheinbrücke Frankenthal bezeichnet, ist ein Brückenbauwerk über den Rhein zwischen Frankenthal (Pfalz) und Mannheim und benannt nach dem ersten Bundespräsidenten Theodor Heuss. Sie führt die Autobahn 6 zwischen Autobahnkilometer 565 und 566 (exakt bei km 565,185) über den Rheinabschnitt Oberrhein und verbindet dabei die Bundesländer Rheinland-Pfalz im Westen sowie Baden-Württemberg im Osten.
Als Besonderheit zur Überquerung des Rheins bietet die Brücke auf dem Mittelstreifen einen Fußgänger- und Fahrradweg; in den Trennpfeilern der beiden Brückenköpfe befinden sich hierfür Treppenaufgänge.

## Geographische Lage
Die Brücke überspannt den Fluss bei Rheinkilometer 432,6 auf einer Höhe von etwa 108 m ü. NHN nördlich der Städte Ludwigshafen und Mannheim in West-Ost-Richtung auf der Strecke Saarbrücken–Kaiserslautern–Mannheim–Viernheimer Dreieck. Das westliche Rheinufer liegt an dieser Stelle auf Frankenthaler, das östliche auf Mannheimer Gemarkung. Die nächstgelegenen Anschlussstellen sind Nr. 23 Ludwigshafen-Nord im Westen und Nr. 24 Mannheim-Sandhofen im Osten. Bei mittlerem Wasserstand fließt der Rhein unter der Brücke auf 86 m Höhe; dabei beträgt die Höhe der Fahrbahn über dem Wasserspiegel etwa 22 m.

## Konstruktion
Die Länge des vierstreifigen Bauwerks, das aus zwei Vorlandbrücken und der eigentlichen Strombrücke dazwischen besteht, beträgt 830 m. Die Vorlandbrücke auf der westlichen, der rheinland-pfälzischen Seite besitzt drei, die auf der östlichen Seite sechs Gewölbe. Pfeiler und Bögen sind mit rotem Sandstein verblendet.
Die Strombrücke wird aus je einem Überbau für eine Richtungsfahrbahn gebildet und weist in Längsrichtung einen zweifeldrigen Durchlaufträger als Bauwerkssystem auf. Die stählerne Balkenbrücke hat Feldweiten von 147 und 161 m. Die Höhe des Brückenüberbaus beträgt konstant 6,0 m, die Gesamtbreite 25,2 m.
Da auf der Theodor-Heuss-Brücke keine Standstreifen vorhanden sind, kommt es nach Unfällen oder bei Wartungsarbeiten oft zu langen Stauungen.

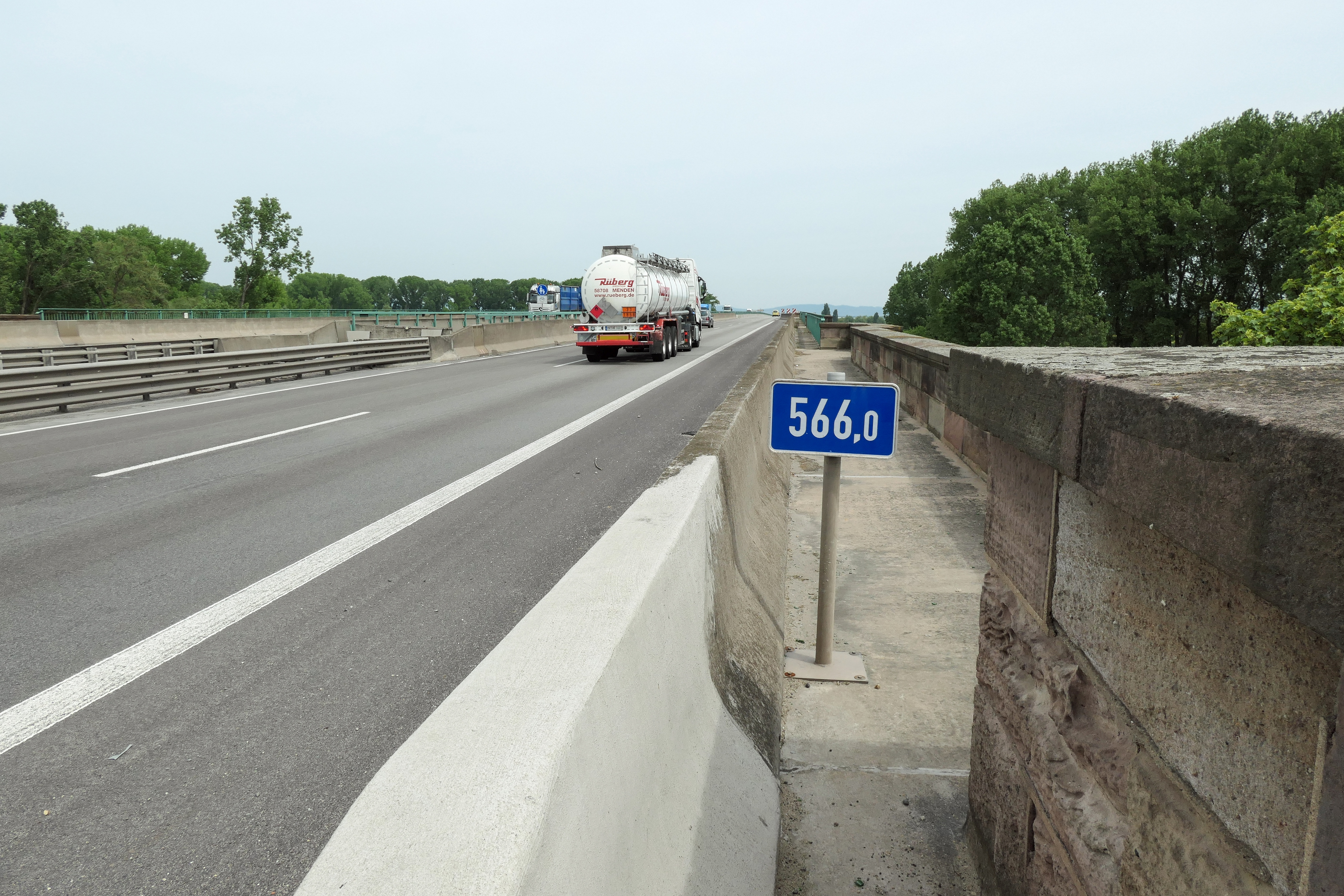
Richtungsfahrbahn Mannheim (km 566) am Westufer
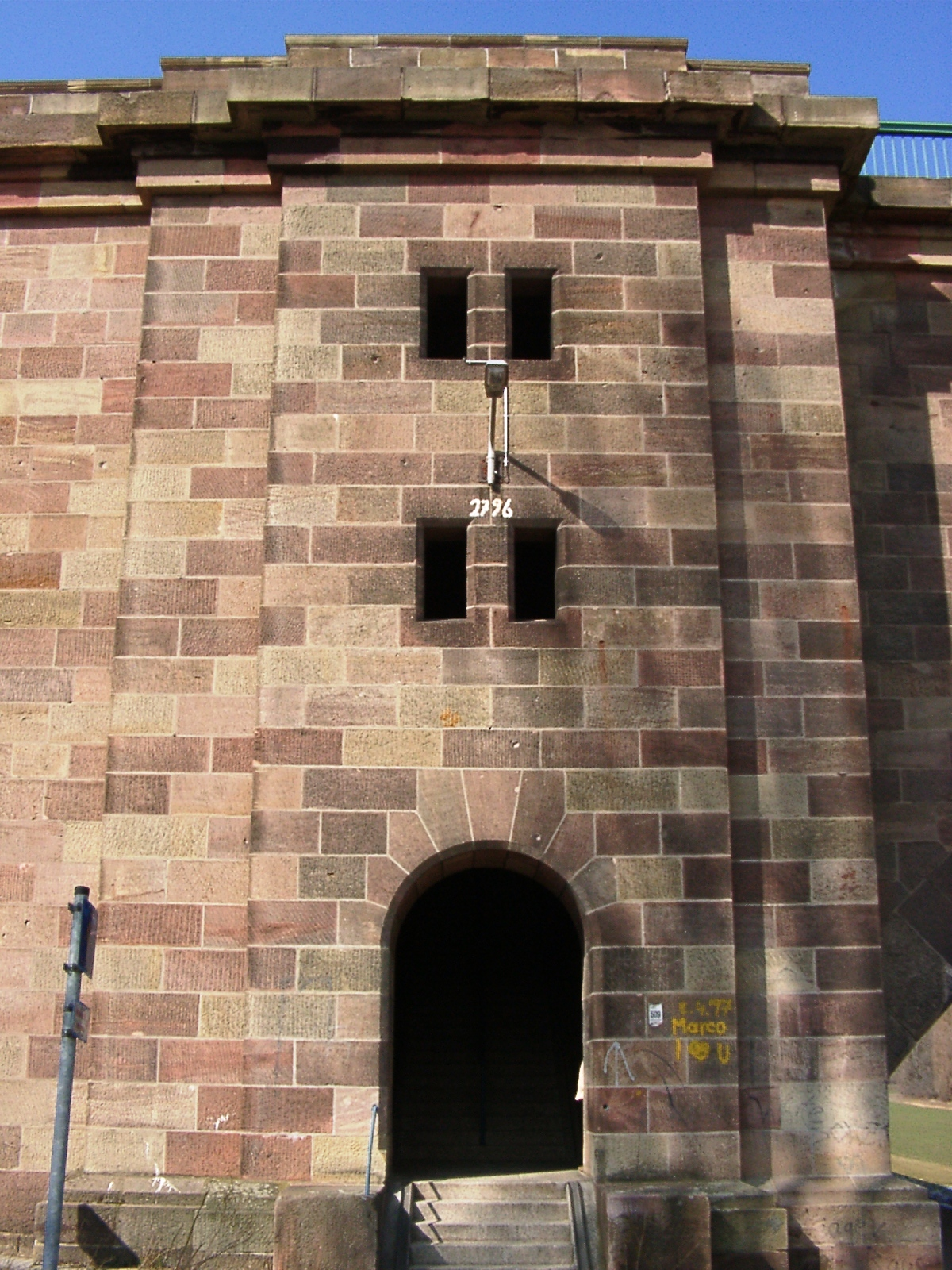
Westlicher Brückenkopf
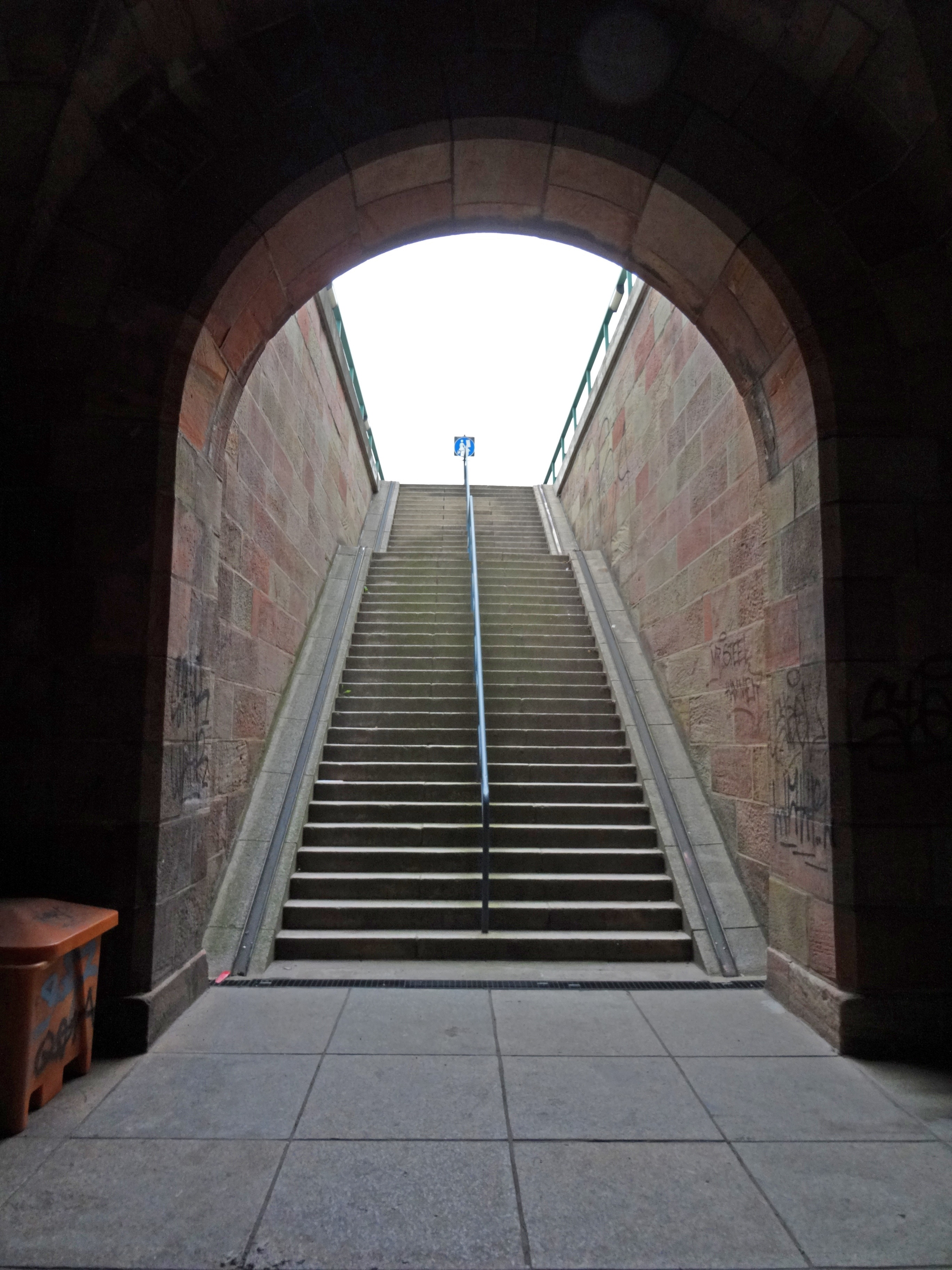
Treppenaufgang
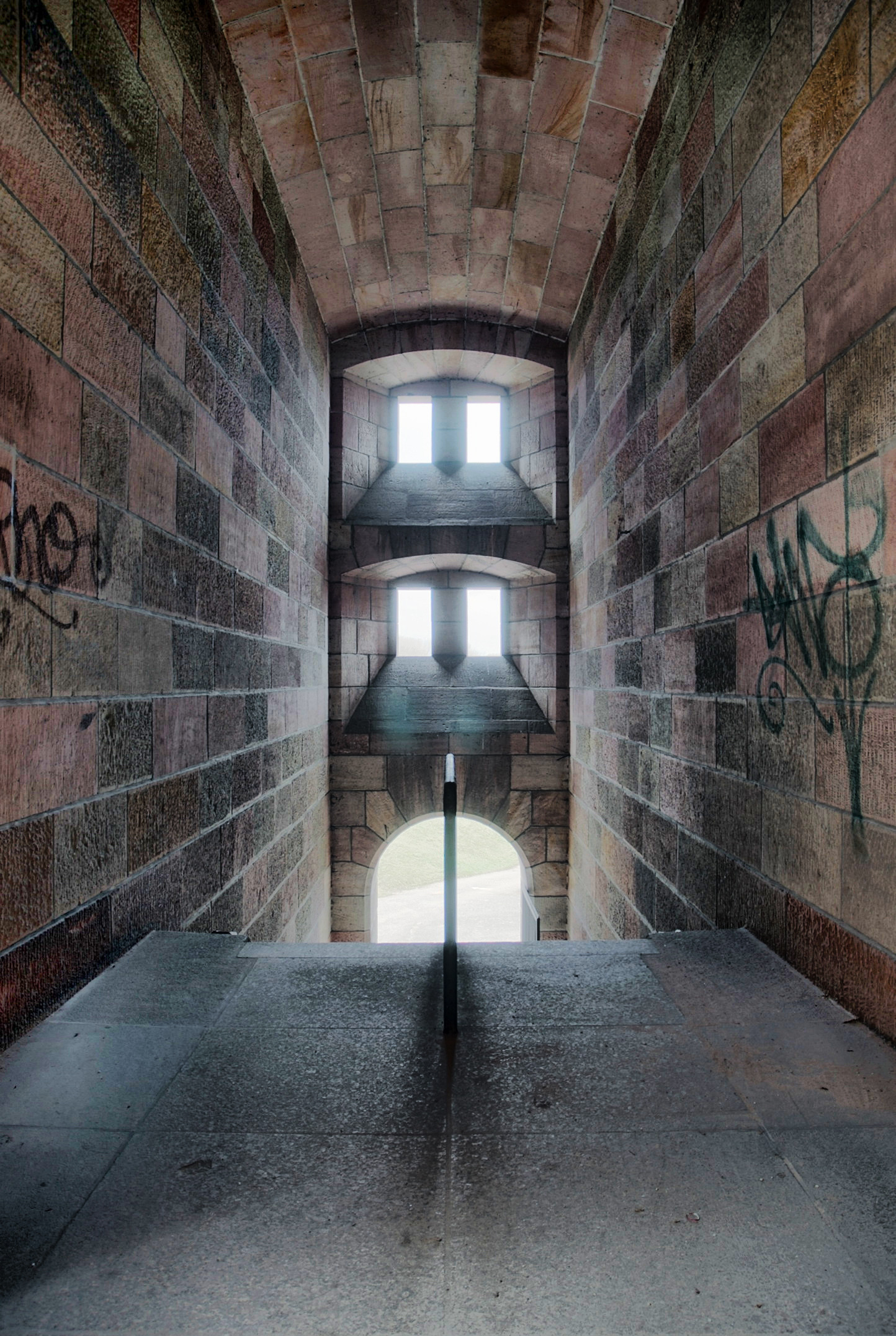
Treppenhaus
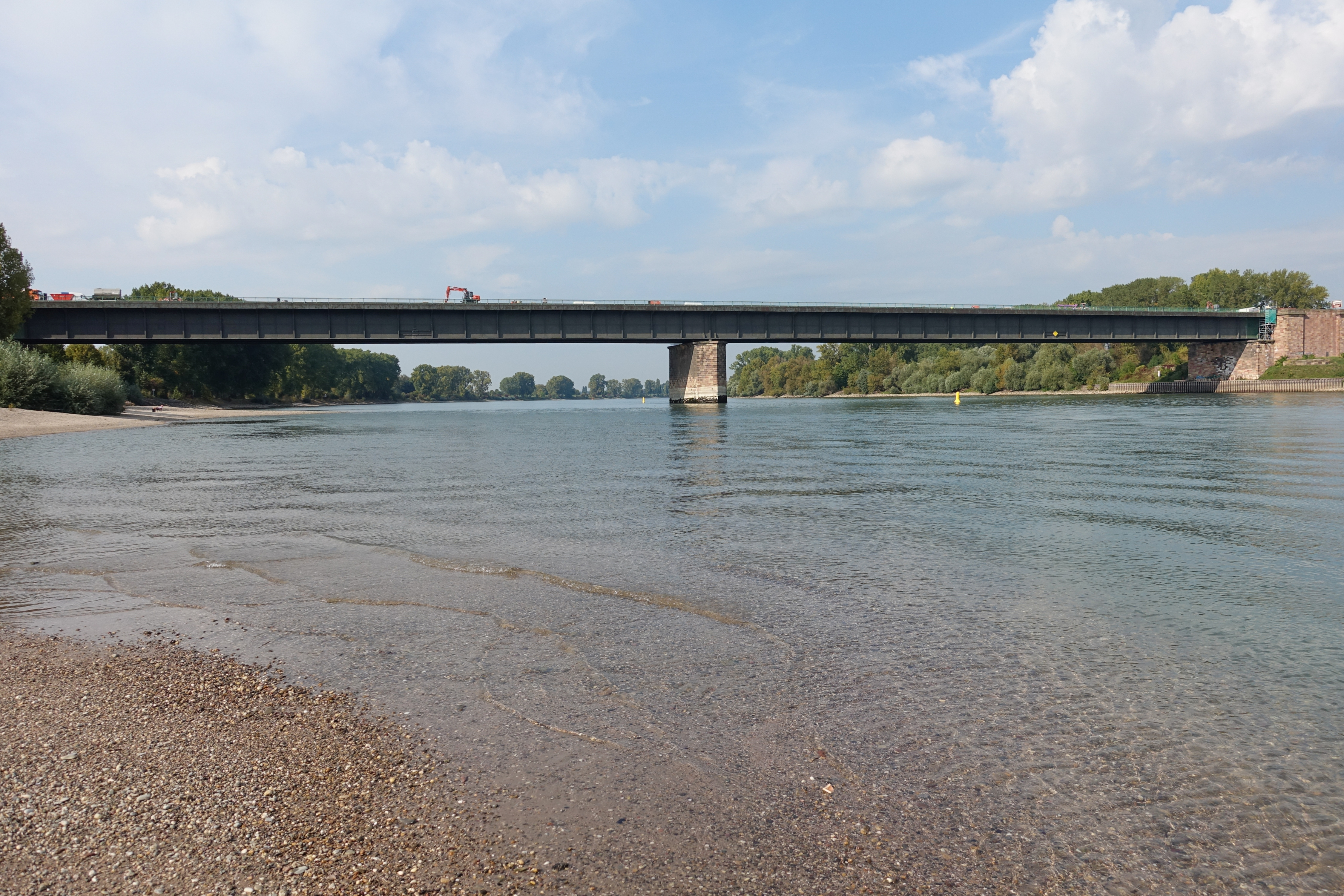
Mittelteil (Strombrücke) vom Westufer aus
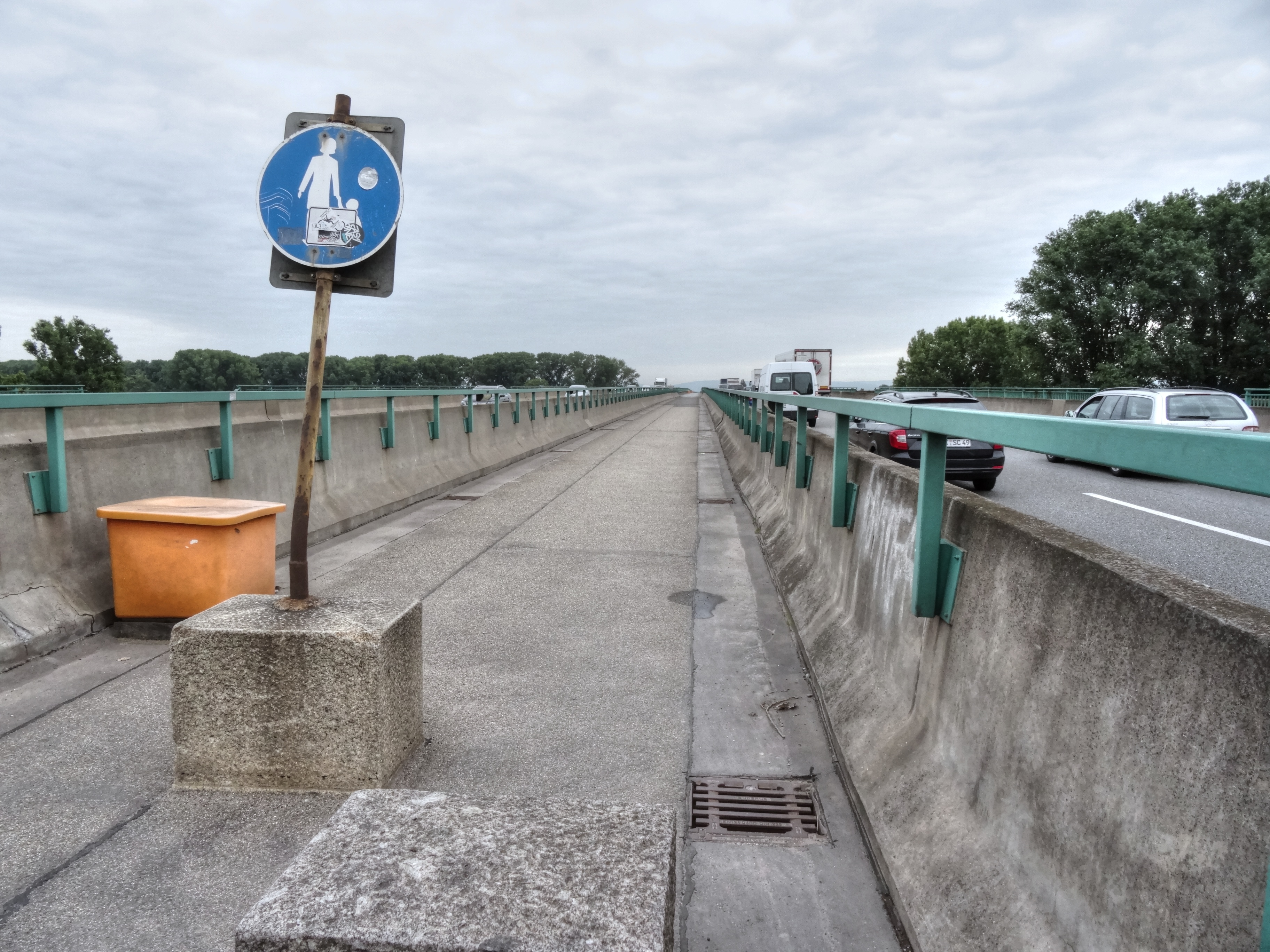
Fußgängerweg zwischen den Fahrbahnen

## Geschichte
Der Brückenbau, an dessen Entwurf Friedrich Tamms, ein Architekt aus dem Umfeld des Hitler-Vertrauten Albert Speer, beteiligt war, wurde 1938 begonnen. Die Strombrücke stellte damals einen Weitenrekord für Balkenbrücken mit unten liegenden Vollwandträgern dar. Die Herstellung erfolgte im Freivorbau mit Hilfsjochen, vom Strompfeiler ausgehend, in beide Richtungen. Am 12. Dezember 1940 ereignete sich ein schwerer Unfall, als ein Montagejoch der Strombrücke zwischen Strompfeiler und Uferpfeiler Mannheim einstürzte und etwa 30 Arbeiter starben. Daraufhin und wegen des fortschreitenden Zweiten Weltkriegs wurde der Weiterbau ausgesetzt.
Die Arbeiten wurden erst im April 1949 wieder aufgenommen. Am 9. September 1950 wurde der erste Brückenüberbau an der Unterstromseite mit zwei Fahrstreifen durch Bundesverkehrsminister Hans-Christoph Seebohm dem Verkehr übergeben; wenige Tage später besuchte Theodor Heuss die nach ihm benannte Brücke. Heuss war nicht erfreut darüber, dass die Brücke während seiner Amtszeit und ohne seine Zustimmung nach ihm benannt wurde. Endgültig fertiggestellt mit allen vier Fahrspuren war die Brücke 1964.
Seit 2013 ist die Brücke im Baden-Württembergischen Abschnitt als technikhistorisches Kulturdenkmal erfasst.

## Mordfälle
Am 23. Februar 1981 wurde an der Brücke auf Frankenthaler Seite ein Doppelmord an einem jugendlichen Paar aus Ludwigshafen verübt. Die beiden jungen Leute wurden getötet, weil sie sich gegen die Vergewaltigung des Mädchens heftig und erfolgreich zur Wehr setzten. Im Rahmen der Fahndung wurde die Tat in der Sendung von Aktenzeichen XY … ungelöst vom 18. September 1981 filmisch rekonstruiert; dabei wurden auch die bautechnischen Besonderheiten der Brücke dargestellt. Als Mörder wurden im zweiten Halbjahr 1983 zwei Sexualstraftäter ermittelt. Zur Entdeckung kam es, weil der eine nach dem Zerbrechen seiner Ehe seine drei Kinder mit einem Hammer erschlagen hatte und anschließend durch Suizid aus dem Leben geschieden war. Daraufhin offenbarte sich seine Witwe der Polizei, die in seinem Umfeld auch noch den zweiten Täter fand. Dieser wurde wegen Doppelmordes und versuchter Vergewaltigung zu lebenslanger Haft verurteilt.
Am 20. August 1990 wurde in einem Maisfeld am Fuß der Brücke auf Mannheimer Seite die verkohlte Leiche eines Mannes gefunden. 1994, nachdem der Fall in der Reihe Aktenzeichen XY … ungelöst am 14. Januar und 11. März behandelt worden war, wurde der Ermordete identifiziert. Als Mitglied einer Bande, die 1990 in Solingen bei einem ihrer Raubzüge ein betagtes Ehepaar erschossen hatte, war er von seinen Komplizen beseitigt worden. Einer der Mörder wurde 1995 in seinem Heimatland Polen zu 25 Jahren, der andere 1996 in Mannheim zu lebenslanger Haft verurteilt.